# Francisco de Herrera Ruesta
Francisco de Herrera Ruesta (Toledo, 25 de diciembre de 1473 – Granada, 20 de diciembre de 1524) fue un sacerdote católico español, arzobispo de Granada y presidente de la Real Chancillería.
Estudió en la Universidad de Salamanca, con beca del colegio mayor San Bartolomé. Fue catedrático de cánones en la misma universidad.
Fue rector de la iglesia de San Sebastián de Villacastín; juez metropolitano de Santiago; capellán mayor de la capilla de los reyes de Toledo; inquisidor del Consejo General y visitador de la Real Chancillería de Granada; chantre y abad de la iglesia magistral de Alcalá; vicario general y cannónigo provisor del arzobispado de Toledo.
Fue enviado a Roma por el cardenal Cisneros para gestionar la fundación de la Universidad de Alcalá.
El 9 de abril de 1594 fue nombrado presidente de la Real Chancillería de Granada y el 8 de junio siguiente arzobispo de Granada.
Se inclinó más por la carrera jurídica que por la eclesiástica. Estuvo del lado del emperador Carlos en el conflicto de los Comuneros.
Su pontificado duró algo menos de dos meses, ya que falleció sin haber cumplido los 51 años el 20 de diciembre de 1524.